# تشاللو
تشاللو هي قرية في مقاطعة ملكان، إيران. عدد سكان هذه القرية هو 42 في سنة 2006.